# Фаэтон (мифология)
Фаэто́н (др.-греч. Φαέθων — блистающий) — персонаж древнегреческой мифологии.

## В мифологии
Выпросил у своего отца Гелиоса позволение править солнечной колесницей, но его упряжка погубила его: кони неумелого возницы отклонились от правильного направления и приблизились к Земле, отчего та загорелась. Гея взмолилась к Зевсу, и тот сразил Фаэтона молнией, отчего тот рухнул в Эридан и погиб. По другому сказанию, Зевс, чтобы потушить пожар, пустил потоки воды (см. Всемирный потоп), и все смертные погибли, кроме Девкалиона и Пирры.
Сестры Фаэтона, гелиады, оплакивавшие своего брата на берегах Эридана, были обращены в тополя, а их слезы — в янтарь. Его позолоченная колесница хранилась в Коринфе.
Фаэтон стал звездой.
Также Фаэтон:
- Эпитет Гелиоса[9].
- У орфиков имя Фанета[10].

По рационалистическому истолкованию, Фаэтон — это человек, который изучал движение солнца, но умер, оставив изыскания неоконченными.
По истолкованию Орозия, миф рассказывает о засухе, которую Бог обрушил на египтян во времена Моисея. См. также Платон. Тимей 22с (истолкование)
Похожие мифы существовали у индейцев квайкутль и белла кула.
По Цицерону, древние греки называли Φαέθων (Фаэтон) Юпитер (звезду Юпитера).

## Происхождение
По одной из версий: сын Гелиоса и Климены; либо сын Климена (сына Гелиоса) и плеяды Меропы.
По другому рассказу — сын Кефала и Эос, умер в детстве и стал божественным демоном; либо сын Кефала и Гемеры, которого похитила Афродита и сделала стражем храма (Гесиод). Также Фаэтона называют сыном Тифона.

## В искусстве

### В литературе
- Действующее лицо в трагедиях (Еврипида «Фаэтон»), Феодорида («Фаэтон»), Эсхила («Гелиады»).
- В стихотворении Бориса Пастернака «Ночное панно» есть такие слова:

Да, надо, чтоб с отвагой юноши
Скиталось сердце Фаэтоном,
Чтоб вышло из моей полуночи
Оно тяглом к твоим затонам.

### В музыке
Вторая из «Шести метаморфоз по Овидию» Бенджамина Бриттена для гобоя соло (1951) посвящена Фаэтону.

### В кино
- «Фаэтон сын солнца» — советский мультфильм 1972 года режиссёра В. Ливанова.

### В играх
- «Фаэтон» — оперативный псевдоним главных героев Zenless Zone Zero.

## Прочее
- Именем Фаэтона названа гипотетическая планета, которая якобы существовала ранее между Марсом и Юпитером, а затем распалась и образовала пояс астероидов. Открытый в 1983 году астероид из группы аполлонов получил название (3200) Фаэтон из-за своей необычной орбиты, проходящей крайне близко к Солнцу.

- По имени Фаэтона был назван также тип высокой коляски, распространённый в конце XVIII — начале XIX в., поскольку он считался быстрым, неустойчивым и опасным для пассажиров; впоследствии название «фаэтон» перешло на открытый кузов легкового автомобиля с мягким открывающимся верхом.
- В России существует сеть автозаправочных станций «Фаэтон».